# Loue-moi !
Pour plus de détails, voir Fiche technique et Distribution.
Loue-moi ! est un film français réalisé par Coline Assous et Virginie Schwartz, sorti en 2017.

## Synopsis
Après l'échec de ses études de droit, Léa, 27 ans, fait croire à ses parents qu'elle est avocate. Or pour gagner sa vie, elle a créé avec sa meilleure amie Bertille une agence particulière, Book A Partner, où elle offre ses services. Ramasseuse de balles, conseillère conjugale, fille aimante, jouer la compagne d'un homosexuel qui n'ose pas dire à ses parents qu'il est en couple avec un homme. Léa découvre que  ce dernier est le frère de Raphaël, un de ses ex. Elle est toujours amoureuse de lui mais se retrouve piégée dans son propre mensonge car elle est censée être sa belle-sœur.

## Fiche technique
- Titre original : Loue-moi !
- Réalisation et scénario : Coline Assous et Virginie Schwartz
- Musique : Alexandre Lier, Sylvain Ohrel et Nicolas Weil
- Photographie : Mathieu Czernichow
- Production : Élisa Soussan, Kev Adams, Laurent Hadida, Samuel Hadida et Victor Hadida
- Sociétés de production : My Family et Davis-Films, avec la participation de W9 et OCS
- Pays d'origine :  France
- Langue originale : français
- Format : couleur - 35 mm - 1,85:1 - Dolby Digital
- Genre : comédie
- Durée : 89 minutes
- Dates de sortie :
  - France : 5 juillet 2017

## Distribution
- Déborah François : Léa Masson
- Alison Wheeler : Bertille
- Marc Ruchmann : Raphaël Leroy
- Benjamin Bellecour : Arnaud Leroy
- Charlotte de Turckheim : Michèle Masson
- Bernard Ménez : Serge Masson
- Lionel Abelanski : Pierre
- Jacques Boudet : Papyto
- Arié Elmaleh : Loïc
- Brigitte Barilley : Annabelle Leroy
- Yves Jacques : Jacques Leroy
- Coraly Zahonero : Valérie
- Farid Bentoumi : Manuel
- Louise Coldefy : Audrey
- Florence Monge : Georgette
- Kev Adams : Sébastien
- Gad Elmaleh : le professeur de tai-chi-chuan à l'éventail

## Production
Lors de la lecture d'un article de presse, parlant de la création d'un service de location de personne au Japon, Virginie Schwartz s'est alors dit que ce serait un excellent sujet à aborder dans une comédie.

### Tournage
Le tournage s'est déroulé dans le Val-d'Oise.